# لینکلن کانتیننتال
لینکلن کانتیننتال (به انگلیسی: Lincoln Continental) یک سری خودروی لوکس اندازه متوسط و اندازه بزرگ که توسط لینکلن، یکی از زیرشاخه‌های شرکت خودروسازی آمریکایی فورد تولید شده است. لینکلن در نمایشگاه نیویورک ۲۰۱۵ با معرفی کانسپتی همه را شوکه کرد. این خودرو چیزی نبود جز پیش‌نمایشی از نسل جدید مدل باشکوه و پرافتخار کانتیننتال. لینکلن در نیویورک اعلام کرد که قصد بازگرداندن کانتیننتال افسانه‌ای را پس از ۱۴ سال غیبت دارد. سرانجام این اتفاق روی داد و نسخهٔ تولیدی نسل جدید لینکلن کانتیننتال که نسل دهم آن محسوب می‌شود در نمایشگاه دیترویت ۲۰۱۶ رونمایی شد. این خودرو در کنار ام‌کی‌زی تنها سدان کمپانی لینکلن بود که از سال ۲۰۱۷ تاکنون تولید شده است اما این کمپانی در ماه ژوئیه ۲۰۲۰ تصمیم گرفت تولید این خودرو را به دلیل کاهش فروش برای همیشه متوقف کند.
لینکلن پس از غیبتی بیش از یک دهه‌ای در سال ۲۰۱۶ کانتیننتال را احیا کرد و هرچند این سدان لوکس در ابتدا توجهات زیادی را به خود جلب نمود اما این موضوع به فروش بالا منجر نشد. فروش این خودرو در سال ۲۰۱۷ با ۱۲ هزار دستگاه به اوج خود رسید اما در سال ۲۰۱۸ این عدد به تنها ۶۵۸۶ دستگاه کاهش یافت. فروش کانتیننتال در سال ۲۰۲۰ حتی از این هم کمتر شد بنابراین تصمیم لینکلن بر حذف کانتیننتال شد. این شرکت اعلام نمود که در سال ۲۰۲۰ به تولید سدان ام‌کی‌زی هم پایان می‌دهد و بدین ترتیب سبد محصولات آن از سدان‌ها خالی شد.